# Helene Bossert
Helene Bossert (Zunzgen, 8 april 1907 - Thürnen, 21 februari 1999) was een Zwitserse schrijfster.

## Biografie

### Afkomst en opleiding
Helene Bossert was een dochter van Walter Bossert, die een wegenbouwer, kleine landbouwer en timmerman was. In 1944 trouwde ze met Ulrich Fausch, een slotenmaker. Na haar schooltijd aan de lagere school van Zunzgen volgde ze een korte talenopleiding. Ze werd arbeidster en later huismoeder.

### Carrière
Bossert schreef poëzie (Blüemli am Wäg, 1942; Stärnschnuppe, 1980), prozaverhalen (Änedra, 1972) en verzen (Mit verbundene Auge, 1994) in het Bazelse dialect. Ze was ook onafhankelijk medewerkster van Radio Basel. In 1953 maakte ze een studiereis naar de Sovjet-Unie. Bij haar terugkeer naar Zwitserland viel ze in ongenade en werd ze bespioneerd door de politie, werd ze ontslagen bij Radio Basel en had ze moeite om haar werken nog gepubliceerd te krijgen. Pas vanaf 1970 kreeg ze eerherstel.

## Onderscheidingen
- Literatuurprijs van het kanton Basel-Landschaft (1988)

## Werken
- (de)  Blüemli am Wäg, 1942.
- (de)  Stärnschnuppe, 1980.
- (de)  Änedra, 1972.
- (de)  Mit verbundene Auge, 1994.

- Gemeinsame Normdatei: 1033481149
- Historisch woordenboek van Zwitserland: 045761
- International Standard Name Identifier: 0000 0004 0224 1983
- Système universitaire de documentation: 111355281
- Virtual International Authority File: 297668994
- WorldCat: E39PBJxcVJ69FhFFvFcBVx3qQq